# Walkerella temeraria
Walkerella temeraria är en stekelart som beskrevs av John Obadiah Westwood 1883. Walkerella temeraria ingår i släktet Walkerella och familjen fikonsteklar. Inga underarter finns listade i Catalogue of Life.